# Johannes Biermann (Politiker)
Johannes Biermann (* um 1577; begraben am 15. November 1650 in Kassel) war Bürgermeister von Kassel.
Biermann heiratete am 31. Oktober 1614 in Kassel Anna Maria Wogeßer (um 1595–1671), die Tochter des Kellers Johannes Wogeßer in Groß-Umstadt. Die gemeinsame Tochter Amalia Christine Biermann heiratete den Isenburgischen Hofrat Johann Georg Arnold (1609–1680).
Er studierte ab dem 27. November 1602 in Marburg. In den Jahren 1618, 1621, 1623, 1626, 1634, 1639–1643, 1645–1647 und 1649 war er Ratsschöffe in Kassel. 1649 war er Prokonsul sowie 1627, 1631 und 1635 Bürgermeister.